# Protein ribosome 60S L3
Protein ribosome 60S L3 là một protein mà ở người thì được mã hóa bởi gen RPL3.

## Chức năng
Ribosome, phức hợp mà xúc tác cho quá trình tổng hợp protein, bao gồm một tiểu đơn vị 40S nhỏ và một tiểu đơn vị 60S lớn. Các tiểu đơn vị này bao gồm bốn loại RNA và khoảng 80 protein riêng biệt về mặt cấu trúc. Gen RPL3 này mã hóa một protein ribosome là thành phần của tiểu đơn vị 60S. Protein thuộc họ L3P của các protein ribosome và nó nằm trong tế bào chất. Protein có thể liên kết với mRNA TAR HIV-1, và nó đã được gợi ý rằng protein đóng góp cho hoạt động hoạt hóa chéo qua trung gian là protein tat. Gen này được đồng phiên mã với một số gen RNA hạt nhân nhỏ, nằm ở một số vùng intron của gen này. Các biến thể cắt nối phiên mã khác nhau, mã hóa cho các đồng dạng khác nhau, đều đã được mô tả và phân lập. Như là điển hình cho các gen mã hóa protein ribosome, có nhiều gen giả của gen này được nhân lên và phát tán trong khắp bộ gen.